# Who Am I? (Lied)
Who Am I? ist ein Song von Jule Styne (Musik) und Walter Bullock, der 1940 veröffentlicht wurde.
Styne und Bullock schrieben Who am I? für den Musikfilm Hit Parade of 1941 (1940. Regie John H. Auer), mit Kenny Baker und Frances Langford in den Hauptrollen, die den Song auch vorstellen. Das Lied erhielt 1941 eine Oscar-Nominierung in der Kategorie Bester Song. Die ersten Zeilen des Lieds lauten:
Who am I to think that you’re for me?
Who am I to wish that this might be?
Could I make you love me, should I even try?
Is it foolish of me to hear your name and sigh?
Zahlreiche Coverversionen von Who am I? wurden in den 1940er-Jahren eingespielt, u. a. von Vera Lynn, Bob Chester, Count Basie Orchestra, Ruth Price, Shirley Horn/Jimmy Jones, Joe Medlin, Bob Florence, Nina Simone, Moe Koffman und Barbara Lea. Tom Lord listet nach 1941 19 Versionen des Songs.